# Hibrid
Hibrid (din latină hibrida — încrucișare) este rezultatul oricărei încrucișări între două plante sau două animale, mai precis un descendent obținut în urma încrucișării controlate a doi indivizi homozigoți, deosebiți prin constituția genetică.
Singurii hibrizi care se pot naște pe cale naturală sunt catârul și bardoul.
Hibridarea este o modalitate de încrucișare genetică și prezintă două tipuri: dihibridare și monohibridare. Dihibridarea este încrucișarea genetică între genitori care diferă prin una sau mai multe perechi de caractere ereditare fenotipice. Monohibridarea este încrucișarea genetică între genitori care diferă printr-o singură pereche de caractere ereditare, fenotipice. 